# Гренадерська дивізія «Остпруссен 2»
Гренадерська дивізія «Остпруссен 2» (нім. Grenadier-Division Ostpreußen 2) — гренадерська піхотна дивізія Вермахту за часів Другої світової війни.

## Історія
Гренадерська дивізія «Остпруссен 2» сформована 24 липня 1944 року на території навчального центру Штаблак (нім. Truppenübungsplatz Stablack) I військового округу (нім. Wehrkreis I), але вже 27 липня 1944 вона була переформована на 562-гу гренадерську дивізію.

### Склад
| 1944                                              |
| ------------------------------------------------- |
| 3-й гренадерський полк «Остпруссен»               |
| 4-й гренадерський полк «Остпруссен»               |
| 2-й артилерійський полк «Остпруссен»              |
| 2-ге дивізійне управління постачання «Остпруссен» |